# Djamal
Pour le footballeur libyien, voir Djamal Mahamat.
Djamal, originaire de Bobigny, en Seine-Saint-Denis, est un rappeur et auteur-compositeur français. Il est l'une des figures du rap politique, militant et engagé. il fonde les groupes Kabal, In Vivo et Sociopathe.
Il est un des précurseurs de la fusion entre rap et rock sur la scène française. Durant sa carrière, il collabore avec des groupes et artistes tels que Rockin' Squat, Lofofora, Charlie Bauer, Saul Williams, Starflam, Doudou Masta, Ekoué La Rumeur, LTNO, Daddy Lord C, Akhenaton, La Cliqua, Stomy Bugsy, Passi, Seth Gueko, La Caution, Leeroy Tanaka, Saïan, Parabellum et Los Incontrolados (musiciens jazz et classique). 
Il confronte son rap à la techno avec Dj Torgull, au metal avec Lofofora , au Sitar indien avec In Vivo. Il reprend des textes d'Henri Michaux ou de Anthonin Artaud sur des sons indus produits par Jean Ferraille. Il participe à de nombreux ateliers d’écriture et de composition au Centre de Détention de Loos aux côtés de Julien Delmaire et produit avec les détenus un recueil de poésie et deux albums de 17 titres. Par ailleurs artificier, ses apparitions scéniques sont ponctuées d'effets pyrotechniques. 

## Biographie
Djamal fonde en 1993 le groupe de rap Kabal avec son acolyte D'. 
En 2002, il devient la voix du groupe In Vivo sous le label St George (Sony Music) aux editions Chrysalis. Ridfa Lofofora et Denis Teste y composent la musique.
En 2006, en avant-première de la sortie du second album de In Vivo sort sur internet Torapamavoa Nicolas un des morceaux les plus remarqués de la campagne présidentielle de 2007, il incarne durant plus de cinq ans M. Torapamavoa , activiste humoristique opposé à Nicolas Sarkozy. Il est censuré à deux reprises sur Myspace, mais son profil est rétabli à la suite de la pression des internautes en 2008. Également censuré sur YouTube, il devient le 15e musicien français le plus vu avec plus de trois millions de visites en 2008. M. Torapamavoa multiplie les apparitions et les parodies, et s'invite dans les médias comme VSD, LCI, France Info, El Pais , Libération, Arrêt sur Images, Marianne.
Le 1er mai 2009, la sortie du projet « Ceux qui vivent ce sont ceux qui luttent » autour des textes de V. Hugo. Avec Djamal et le slameur Julien Delmaire, Charlie Bauer (Dr en anthropologie sociale, licencié de psychologie, auteur, acteur, 14 ans de réclusion, neuf ans de quartier de haute sécurité) Marie Paule B, metteur en scène et chorégraphe, DJ Boulaone (Amazigh Kateb) 
À la fin 2010, il est la voix du projet Sociopathe Livre + CD, avec Denis Teste, accompagné par DJ Torgull.

## Discographie

### Albums studio
- 1998 : Kabal - États d'âmes (Mashop / Invasion/ Media7)
- 2002 : In Vivo - In Vivo[17],[18] Sony Musicc St George / Chrysalis
- 2007 : In Vivo - Deuze (Labellasso / Believe)
- 2011 : Sociopathe (Labellasso / Believe)

### EP
- 1993 : Kabal - Fou à nier (deux titres + intro) (Mashop)
- 1996 : Kabal - La Conscience s'élève (cinq titres + intro + deux instrumentaux et un a cappella)[19],[20] (Assassin productions / Night and Day)
- 1998 : Kabal vs. Underground Society (avec Le Dormeur du Val, sur Dabolik Records)
- 1999 : Lofofora / Kabal  – La Bête / Grand et fort (Delabel / Hostile Rec / Sri Racha)
- 2005 : Djamal - L'Infrekentable (EP digital ; Labellasso)

### Compilations et apparitions
- 1994 : Fou à nier (sur la compilation Pleins phares sur le 93000)
- 1994 : Moche est Boboch, Boss Raw feat. Kabal (sur Pleins phares sur le 93000)
- 1995 : De la N (sur la compilation Tchatche Attack)
- 1995 : L'Underground s'exprime vol.1 (sur le maxi L’odyssée suit son cours d'Assassin)
- 1996 : De par les yeux d'un disciple (sur la compilation Radio rap 3)
- 1996 : Le Traquenard, Namor feat. Kabal, Starflam & Rockin Squat (sur Bienvenue dans le Traquenard[21])
- 1997 : Mic Smoking, Starflam feat. Kabal, CNN, Ménage à 3, Rockin' Squat (sur l'album de Starflam[Lequel ?])
- 1997 : 11'30 contre les lois racistes - participation au freestyle pour le MIB
- 1998 : Kabal invités sur PMGBO - Dur comme Fer de Lofofora (Partouze Musicale Gang Bang Oral) ; La Calcine, Kabal, LTNO, Mass Hysteria et Oneyed Jack.
- 1998 : 'L'Académie mythik', Assassin feat. Kabal, Pyroman, Radicalkicker & Air 1 (sur le maxi Wake Up d'Assassin)
- 1998 : Ma tête explose[22] (issu du EP Des pierres contre des fusils) (Lance-Pierre Production Pas Da Ran (Hocine, Abdelmoula, Ahmed, Aziz, Najib, Nasser)) - Les Fedayin (Kader et Derka) - Djamal de Kabal - Pasko (Krevar Krew) - Nakk - les 10' - Antagony (spike et Kas)
- 1999 :  Quelle époque ! (Djamal/Kass (Antagony)/Otopsy (Otopsia)/Asia (Otopsia)/D' de Kabal/Boss Raw/Spike (Antagony)) (tiré de la mixtape Mizérecords#1 sortie en 1999)
- 2000 : Featuring avec Légitime Défense à Lyon
- 2000 : Enregistrement de Los incontrolados Hélène Labarrière, Sylvain Kassap, Benoît Delbecq, Tony Hymas, Guillaume Ortis, Marc Sanders, Henry Lowther, Carole Robinson, produit par Jean Rochard / Nato
- 2001 : Môme en retard (composé par Supermah pour Highlight Sound System Mixtape)
- 2006 : L'Épouvantail (sur la compilation Tchernobyl, 20 ans après (Greenpeace[23])
- 2006 : Torapamavoa Nicolas (inédit de l'album Deuze de In Vivo sur Internet)
- 2010  : Alter-natifs issu de l'album Sociopathe sur la Bande originale de We Had a Dream sur l'histoire des Heretik[24]

### Productions et compositions
- 2006 : Trente (composé par Djamal dans l'album Deuze de In Vivo)
- 2007 : Torapanovoa (maxi deux titres réunissant 50 rappeurs) (Production Labellasso / Believe composé par DJ Alks)
- 2012 : La lutte des clashs (compilation produite et composée par Djamal et Yoda)
- 2012 : Xxxl (composé par Djamal et mixé par Zouz)

### Featurings
- 2003 : Malaise Psykick Lyrikah sur la mixtape Lyrical Technik[25]
- 2004 : Brigade La Calcine sur l'album Des Maux s'insèrent.[26]
- 2007 : La Peau à Fleur de Nerfs de Monsieur Z sur l'album La propagande de l'hybride[27]
- 2008 : Silex, (sur le livre-CD Nègres de Julien Delmaire)
- 2009 : Ceux qui vivent, ce sont ceux qui luttent album, avec Charlie Bauer, Julien Delmaire, MariPaule B, DJ Boulaone produit par la Compagnie Générale de l'Imaginaire
- 2010 : Contre Jean Ferraille sur Revolutions Per Minute/ Résistance des matériaux
- 2011 : Époque sordide Pompier sur l'album Quand ça s'enflamme [28]
- 2011 : La machine remix par Jean Ferraille (Aphasia) / La Manufacture des Bruits de Fond
- 2012 : Gadget Life Abraxxxas (sur la compilation 1000 Bornes)[29],[30]
- 2012 : Questions - Khaleed Chainsaw
- 2013 : Une fleur sur une chape de béton - Pompier[31]
- 2014 : Pas d'erreur (Jean Ferraille[32] / La Manufacture des Bruits de Fond)
- 2015 : Kitaï - Syrano[33] sur l'album Je touche[34]
- 2017 : Pas d'erreur (remix par DJ Torgull ; Industrial Strength Records)

### Sous Mr. Torapamavoa
- Torapamavoa Nicolas[35]
- Edvige ? Salope !
- Parles à mon nain[36]
- Castoapovcon[37]
- Le Fric C'est Chic Sarkozy un an !
- Sakozy? Ca m'emmerde !
- Torapamavoa Nicolas 2012
- Lettre à Marine
- Sur tous les fronts

## Tournées
- 1996 : Homicide Tour Assassin + Kabal (Corida)
- 1998 : Kabal Juvenicide Tour (Sriracha)
- 1999 : Lofofora + Kabal Live (Sriracha)
- 2002 : In Vivo Tour (Salam Aleikum)
- 2004 : Tournée Party Pack Tourneur Labellasso
- 2006 : In Vivo Acoustik Core (Labellasso)
- 2011 : Sociopathe Live (Labellasso)[38]
- 2012 : Kabal on Tour (Rage Tour)[4],[39],[40]